# Wolfgang Weider
Wolfgang Weider (ur. 29 października 1932 w Berlinie, zm. 14 lutego 2024 tamże) – niemiecki duchowny rzymskokatolicki, w latach 1982–2009 biskup pomocniczy archidiecezji berlińskiej (do 1994 diecezji berlińskiej).

## Życiorys
Święcenia kapłańskie przyjął 21 grudnia 1957 w ówczesnej diecezji berlińskiej. 10 lutego 1982 papież Jan Paweł II mianował go biskupem pomocniczym diecezji, ze stolicą tytularną Uzita. Sakry udzielił mu 25 marca 1982 Joachim Meisner, ówczesny biskup diecezjalny Berlina, późniejszy kardynał. W październiku 2007 osiągnął biskupi wiek emerytalny (75 lat) i zgodnie z prawem kanonicznym złożył rezygnację, którą papież Benedykt XVI przyjął dopiero z dniem 18 lutego 2009. Od tego czasu pozostaje biskupem seniorem diecezji.